# Cel·la de concentració
Una  cel·la de concentració  o  pila de concentració  és una cel·la electroquímica que té dues semicel·les equivalents del mateix material d'elèctrode, que només difereixen en les concentracions. Es pot calcular el potencial desenvolupat per aquesta pila utilitzant l'equació de Nernst. Una cel·la de concentració produirà una tensió o voltatge en el seu intent d'assolir l'equilibri, que es produeix quan la concentració en les dues semicel·les són iguals.
Els mètodes d'anàlisi química mitjançant cel·les de concentració comparen una dissolució de concentració coneguda amb una de desconeguda, i determinen la concentració de la desconeguda a través de l'equació de Nernst o mitjançant taules de comparació davant d'un grup d'elèctrodes de referència.
La corrosió galvànica per cel·la de concentració passa quan hi ha dos o més àrees d'una superfície de metall que estan en contacte amb diferents concentracions de la mateixa dissolució. Hi ha tres tipus generals de corrosió per a cel·les de concentració:

## Cel·les de concentració d'ions metàl·lics
En presència d'aigua, hi haurà una alta concentració d'ions de metall a les superfícies de contacte, i al costat de l'esquerda creada per les superfícies de contacte hi haurà una baixa concentració d'ions de metall. I s'establirà un potencial elèctric entre els dos punts. L'àrea del metall en contacte amb l'alta concentració d'ions metàl·lics serà catòdica i estarà protegida de la corrosió, i l'àrea de metall en contacte amb la baixa concentració d'ions metàl·lics serà anòdica i serà objecte de corrosió.

## Cel·les de concentració d'oxigen o piles d'aireig diferencial[2]
L'aigua en contacte amb la superfície del metall normalment conté oxigen dissolt. Una cel·la d'oxigen es pot desenvolupar en qualsevol punt on no es permet que l'oxigen de l'aire es difongui de forma uniforme en la dissolució, creant així una diferència en la concentració d'oxigen entre dos punts. La corrosió es produirà en l'àrea de baixa concentració d'oxigen que serà anòdica.

## Cel·les actiu-passiu
Una cel·la actiu-passiu és una cel·la de concentració on l'ànode és un metall en estat actiu, i el càtode és aquest mateix metall en estat passiu. Per als metalls la protecció contra la corrosió depèn que una capa passiva estigui adherida fortament (normalment un òxid) a la superfície, la sal que es diposita sobre la superfície del metall en presència d'aigua, en zones on es trenca la capa passiva, el metall actiu que hi ha sota la pel·lícula serà exposat a l'atac corrosiu. Es desenvoluparà un potencial elèctric entre l'àrea gran del càtode (capa passiva) i l'àrea petita del metall de l'ànode (actiu). El resultat serà una ràpida corrosió del metall actiu.